# Miss Universo 1982
Miss Universo 1982 foi a 31.ª edição do concurso, realizada no Coliseo Amauta, em Lima, Peru, em dia 26 de julho do mesmo ano.  Setenta e sete candidatas competiram no evento que coroou Karen Baldwin, do Canadá, como Miss Universo 1982, a primeira vitória deste país.
Esta foi a primeira vez que o Miss Universo foi realizado na América do Sul e entre os jurados estavam o escritor peruano Mario Vargas Llosa, as atrizes Carole Bouquet e Cicely Tyson e o mágico David Copperfield. Além deles, participava no júri a primeira e única Miss Universo peruana até hoje, Gladys Zender, a Miss Universo 1957 .

## Evento
As participantes ficaram hospedadas no Grand Hotel Bolívar, na capital peruana, um hotel de luxo completamente reformado para a ocasião. Entre as favoritas do público e da imprensa, estavam a Miss Brasil Celice Pinto Marques, a Miss África do Sul, a Grécia - Tina Roussou, envolvida em polêmicas por não ser grega de nascimento e sim alemã  - e a Miss Inglaterra. Acreditando nas chances da Miss Itália, Cinzia Fiordeponti, também uma das maiores favoritas pelo seu estilo e aparência modernas para o início dos anos 80, a embaixada italiana em Lima ofereceu uma recepção à todas as candidatas e à organização, na esperança de fazer a primeira Miss Universo da história, mas tal fato não ocorreu até hoje.
As doze semifinalistas classificadas foram Canadá, Brasil, Guam, Alemanha, Uruguai, Grécia, Finlândia, Itália, Estados Unidos, Peru, África do Sul e Inglaterra. Uma das não-classficadas, a Miss Austrália Lou-Anne Ronchi, brilharia no Miss Mundo dois anos depois,sendo a terceira colocada, e posteriormente seria uma bond girl no cinema. com uma pequena participação em 007 - Na Mira dos Assassinos, de 1985.
Algumas das favoritas eliminadas do Top 5 foram as misses do Brasil, Finlândia, Inglaterra e África do Sul, esta uma eliminação muito contestada, pelas altas notas que tivera nas preliminares, recebendo misteriosamente notas muito baixas no desfile de maiô. Como o mesmo júri havia lhe dado as mais altas notas no primeiro desfile de banho, se acredita que sua soma muito baixa na final (7.225 pontos) deveu-se a um erro dos computadores. A classificação em seu lugar da baixinha Miss Guam entre as cinco finalistas provocou muitos protestos do público.
Ao final, a Miss Itália - que contestou fortemente o resultado - ficou em terceiro, a pequenina Patty Kerkos de Guam, dona da melhor entrevista, em segundo, e Karen Baldwin conquistou a primeira coroa para o Canadá. Apesar de não ser uma grande favorita durante a competição, a beleza, porte e personalidades dela acabaram cativando os jurados e fizeram com que sua vitória fosse aprovada pela imprensa e público presentes.
Depois de coroar sua sucessora em 1983, Karen tornou-se apresentadora de um programa de moda e estilo na televisão canadense e hoje é produtora de filmes para o cinema. Em 1984 e 1989 ela voltou a ter uma relação direta com o Miss Universo, atuando na primeira vez como jurada e na segunda como co-apresentadora naquela edição do concurso, realizada em Cancún, no México.

## Resultados
| Colocação                | Candidata | País                                                                        |
| ------------------------ | --- | --------------------------------------------------------------------------- |
| Miss Universo 1982       | Karen Baldwin                                                                                                | Canadá                                                                      |
| 2º lugar                 | Patty Kerkos                                                                                                 | Guam                                                                        |
| 3º lugar                 | Cinzia Fiordeponti                                                                                           | Itália                                                                      |
| 4º lugar                 | Tina Roussou                                                                                                 | Grécia                                                                      |
| 5º lugar                 | Terri Utley                                                                                                  | Estados Unidos                                                              |
| Semifinalistas (Top 12): | Odette Scrooby Kerstin Paeserack Celice Marques Sari Aspholm Della Dolan Maria Francesca Zaza Silvia Abavian | África do Sul · Alemanha · Brasil · Finlândia · Inglaterra · Peru · Uruguai |
| Premiações especiais     | |                                                                             |
| Miss Simpatia            | Maureen Lewis                                                                                                | Ilhas Caimã                                                                 |
| Miss Fotogenia           | Ava Burki | Bahamas                                                                     |
| Melhor Traje Típico      | Maria Francesca Zaza                                                                                         | Peru                                                                        |
| Miss Imprensa            | Patty Kerkos                                                                                                 | Guam                                                                        |

## Candidatas
Em negrito, a candidata eleita Miss Universo 1982. Em itálico, as semifinalistas.
| - África do Sul - Odette Scrooby (SF) - Alemanha - Kerstin Paeserack (SF) - Argentina - María Alejandra Basile - Aruba - Noriza Helder - Austrália - Lou Ann Ronchi - Áustria - Elisabeth Kawan - Bahamas - Ava Burke (MF) - Bélgica - Marie-Pierre Lemaitre - Belize - Sharon Ausiliou - Bermudas - Heather Ross - Bolívia - Sandra Villaroel - Brasil - Celice Pinto Marques (SF, 2° TT) - Canadá - Karen Baldwin (1°) - Chile - Jennifer Purto - Colômbia - Nadya Santacruz - Coreia do Sul - Park Sun Hee - Costa Rica - Liliana Espinoza - Curaçao - Minerva Heiroms - Dinamarca - Tina Nielsen - El Salvador - Jeanette Marroquin - Equador - Jacqueline Burgos - Escócia - Georgina Kearney - Espanha - Cristina Cottrell - Estados Unidos - Terri Utley (5°) - Filipinas - Maria Isabel Lopez - Finlândia - Sari Aspholm (SF) - França - Martine Philipps - Grécia - Tina Roussou (4°) - Guadalupe - Lydia Galin - Guam - Patty Chong Kerkos (2°, MI) - Guatemala - Edith Whitbeck - Países Baixos - Brigitte Diereckx - Honduras - Eva Barahona - Hong Kong - Angie Leung - Ilhas Caimã - Maureen Lewis (MS) - Ilhas Virgens Americanas - Ingeborg Hendricks - Ilhas Virgens Britânicas - Luce Hodge - Índia - Pamela Singh | - Indonésia - Sri Yulyanti - Inglaterra - Della Dolan (SF) - Irlanda - Geraldine McGrory - Islândia - Guðdun Moller - Israel - Deborah Hess - Itália - Cinzia Fiordeponti (3°) - Japão - Eri Okuwaki - Malásia - Siti Binte - Malta - Rita Falzon - Marianas Setentrionais - Sheryl Sizemore - Martinica - Corine Soler - México - Maria del Carmen Lopez - Namíbia - Desere Kotze - Noruega - Janett Krefting - Nova Caledônia - Lenka Topalovitch - Nova Zelândia - Sandra Helen Dexter - País de Gales - Michelle Donelly - Panamá - Isora Lopez - Papua-Nova Guiné - Moi Eli - Paraguai - Maris Villalba - Peru - Maria Francesca Reinoso (SF, TT) - Porto Rico - Lourdes Mantero - Portugal - Ana Maria Valdiz - República Dominicana - Soraya Morey - Reunião - Marie Ginon - Sint Maarten - Liana Brown - Samoa - Ivy Warner - Sri Lanka - Ann Tradigo - Suécia - Ann Bergstrom - Suíça - Jeannette Linkenheill - Suriname - Vanessa de Vries - Tailândia - Nipaporn Tarapanich - Transkei - Noxolisi Mji - Trinidad e Tobago - Suzanne Traboulay - Turcas e Caicos - Jacqueline Astwood - Turquia - Canan Kakmaci - Uruguai - Silvia Abavian (SF, 3° TT) - Venezuela - Ana Teresa Oropeza |

## Fatos
- A autoconfiante Miss Paraguai, Maris Villalba, uma estudante de engenharia, declarou à imprensa que não só seria a nova Miss Universo como algum dia seria a presidente do Paraguai. Entretanto,essa autoconfiança saiu caro, quando subia ao palco para ocupar seu lugar na cerimônia de abertura,sofreu uma queda e teve que ser levada ambulância ao hospital sendo liberada apenas no dia seguinte, não sem antes a ambulância que a transportava bater numa viatura da polícia local,que fazia a segurança do evento, machucando também a chaperone que a acompanhava.[5]
- Uma intoxicação alimentar por motivos desconhecidos,popularmente conhecida como "Vingança Inca" atingiu várias participantes e mandou a Miss Singapura, Judicia Nonis, para o hospital horas antes da final,por este motivo Judicia não pode participar da final.[5]
- Centenas de feministas fizeram protestos contra a exploração da mulher por concursos de beleza na entrada do Grand Hotel Bolivar, onde as candidatas se hospedavam, e tiveram que ser dispersadas a jatos d'água pela polícia de Lima. [5]

## Transmissão Televisiva
- Enquanto a CBS foi a responsável pela transmissão nos EUA, a TVS de São Paulo, além de exibir pela primeira vez o concurso de Miss Brasil em 1982, também estreou em uma transmissão do Miss Universo para o Brasil.[6]